# Nhà tù

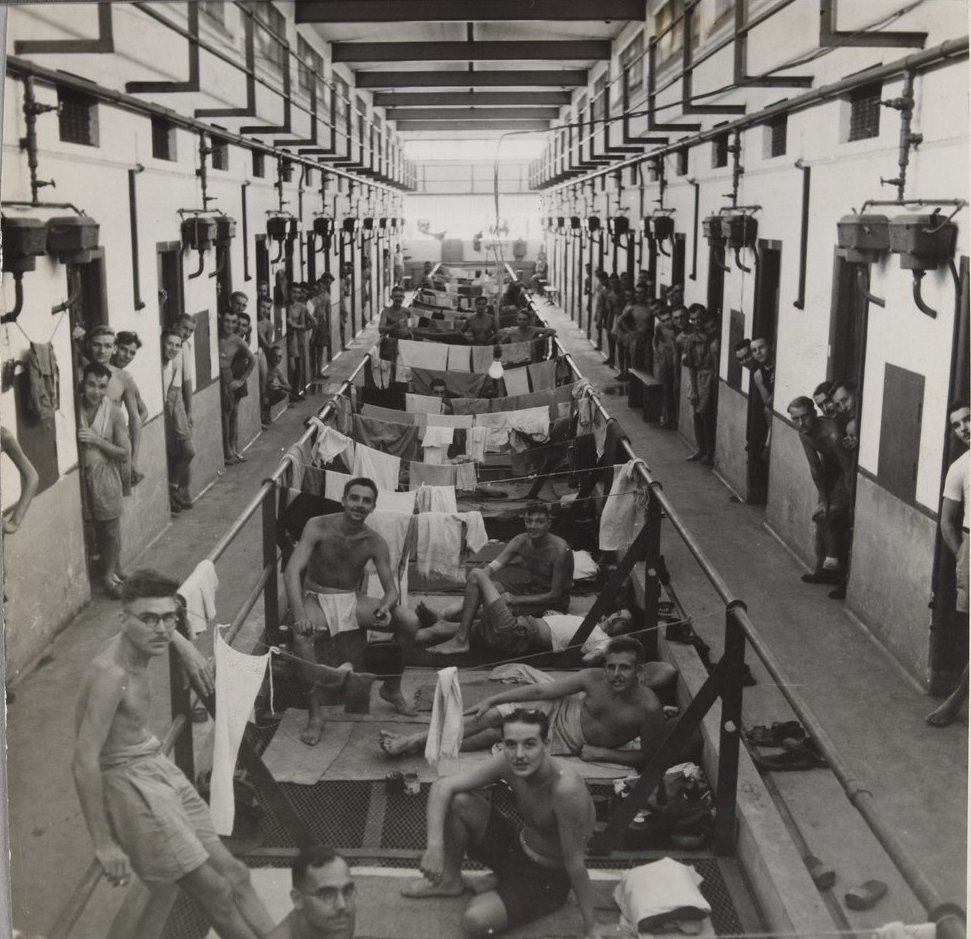
Tù binh quân Đồng minh ở nhà tù Changi được giải phóng. Năm 1945.

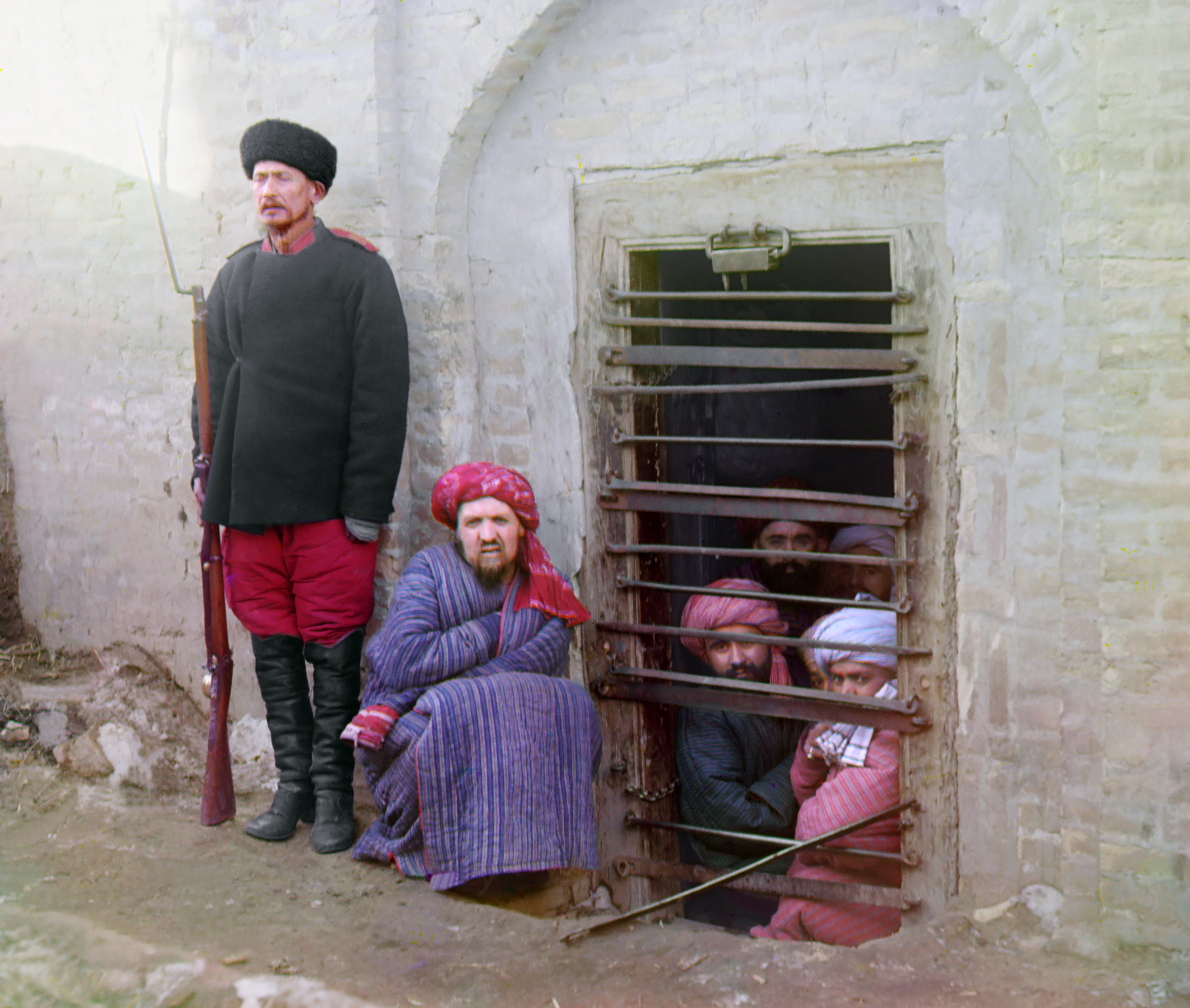
Một zindan (một nhà tù truyền thống Trung Á) ở Nga, được Sergey Prokudin-Gorsky chụp, khoảng năm 1905 đến năm 1915.

Bản đồ thế giới hiển thị số tù nhân trên 100.000 công dân, theo quốc gia. Hoa Kỳ có cả dân số tù lớn nhất thế giới và tỷ lệ giam giữ bình quân đầu người cao nhất thế giới.

Nhà tù, hay trại giam/ cơ sở cải huấn / trung tâm giam giữ / trung tâm cải tạo/nhà lao/nhà đá, là một cơ sở mà ở đó các tù nhân bị giam nhốt cưỡng bức và bị từ chối các quyền tự do thuộc thẩm quyền của nhà nước. Nhà tù được sử dụng phổ biến nhất trong hệ thống tư pháp hình sự: những người bị buộc tội có thể bị bỏ tù cho đến khi họ xét xử; những người nhận tội hoặc bị kết tội tại phiên tòa có thể bị phạt tù trong một thời gian nhất định. Nói một cách đơn giản nhất, nhà tù cũng có thể được mô tả là một tòa nhà trong đó mọi người bị giam giữ một cách hợp pháp như một hình phạt cho tội ác mà họ đã gây ra.
Nhà tù cũng có thể được sử dụng như một công cụ các chế độ độc tài dùng để đàn áp chính trị. Các đối thủ của họ có thể bị bỏ tù vì các tội ác chính trị, thường mà không cần xét xử hoặc theo thủ tục pháp lý khác; việc sử dụng này là bất hợp pháp theo hầu hết các hình thức luật quốc tế quản lý việc quản lý công bằng công bằng. Trong thời kỳ chiến tranh, tù nhân chiến tranh hoặc những người bị giam giữ có thể bị giam giữ trong các nhà tù quân sự hoặc trại tù binh chiến tranh, và một nhóm lớn dân thường có thể bị giam giữ trong các trại tạm giam

## Sơ lược
Không chỉ dùng để giam giữ người phạm tội đã bị kết án mà nhà tù (tại Việt Nam là trại giam) còn được dùng để tạm giam những người bị tình nghi là phạm tội, phục vụ cho việc điều tra vụ án nếu như người đó không đủ điều kiện để được tại ngoại. Bị can trong vụ án hình sự trước khi có quyết định tống đạt về phiên tòa hay bị cáo trong quá trình đang bị xét xử đều ở trong tù hay trại giam. Tuy nhiên không nhất thiết bị can bị tạm giam trong nhà tù. Ở Việt Nam, trại giam là một tổ chức có quy mô nhỏ và đơn giản hơn nhà tù.

## Những tên gọi khác
Nhà tù và trại giam là 2 từ được dùng chính thức, phổ biến trên thế giới. Ngoài ra còn có nhiều từ khác được dùng không chính thức để chỉ nhà tù như: nhà đá, nhà lao, ngục, xà lim, khám, chuồng cọp... Ở Việt Nam từ "trại giam" được dùng một cách chính thức, có giá trị pháp lý.

## Lịch sử hình thành
Ra đời từ rất sớm, ngay khi nhà nước ra đời thì các nhà tù cũng được thiết lập cùng với lực lượng vũ trang, tòa án tạo nên hệ thống công cụ trấn áp của giai cấp thống trị đối với các giai cấp, tầng lớp bị trị trong xã hội. Thuở sơ khai, nhà tù chủ yếu được dùng để giam giữ những người chống đối lại giai cấp cầm quyền, tức là những kẻ có thể làm ảnh hưởng đến sự tồn tại của giai cấp đó. Về sau cùng với sự phát triển của xã hội, nhà tù còn được dùng để giam giữ tội phạm, tức những kẻ chống đối, gây hại cho cộng đồng xã hội. Và ở thời kỳ nào cũng vậy, ngoài chức năng pháp định của mình các nhà tù còn thực hiện những nhiệm vụ chính trị riêng của mình.

### Nhà tù cổ
Thời cổ đại, để giam giữ những người chống đối hay các nô lệ thì giai cấp cầm quyền đã biết tới việc xây dựng các nhà tù, dù còn đơn giản, để giam giữ những kẻ chống đối, những tên nô lệ...Những nhà tù này thường xây dựng đơn giản nhưng rất kiên cố. Các tù nhân bị giam giữ giống như những con thú nuôi, trong các lồng, cũi...

### Nhà tù phong kiến
Thời gian này, đã xuất hiện những nhà tù, thường gọi là 'ngục kiên cố hơn.

### Nhà tù phát xít
Nhà tù phát xít mà nổi tiếng là các trại tập trung của phát xít Đức là nơi giam giữ những người dân mà không cần qua một phiên tòa xét xử nào cả. Những trại tập trung chủ yếu dùng để giam giữ những người Do Thái và những người Cộng sản. Nơi đây nổi tiếng vì sự hà khắc của nó, các tù nhân thường xuyên bị đánh đập, tra tấn, dùng làm vật thí nghiệm cho các nghiên cứu...

## Cấu trúc
Ngày nay nhà tù, nhất là ở những nước phát triển, được xây dựng rất quy củ. Một nhà tù thường bao gồm nhiều dãy nhà giam khác nhau, mỗi dãy lại được chia thành nhiều buồng riêng biệt có số hiệu và tên gọi riêng để phân biệt. Mỗi buồng giam có thể được chia nhỏ thành những ô, ngăn (xà lim), nơi thường giam giữ 1 hay 2 tù nhân.
Bao quanh các dãy nhà là hệ thống hàng rào bảo vệ cùng chòi canh gác nhằm ngăn chặn bất cứ ý định vượt ngục nào của tù nhân, đồng thời ngăn chặn những ý định xâm nhập bất hợp pháp vào nhà tù.
Ngoài những buồng giam, nhà tù còn có thể gồm một nhà thờ nhỏ (tại các quốc gia đa số dân cư theo tôn giáo), thư viện, phòng y tế hay thậm chí phòng tập thể hình giúp phạm nhân rèn luyện sức khỏe.
Thông thường thì tại một số nhà tù đặc biệt còn có thêm những buồng biệt giam, đây là nơi giam giữ tạm thời những kẻ có tư tưởng chống phá mạnh, hay những tù nhân vi phạm kỷ luật. Khi bị giam giữ tại các buồng biệt giam này, tù nhân phải chịu một cuộc sống khó khăn hơn nhiều so với tại buồng giam thông thường. Họ gần như không được ra ngoài, tất cả mọi hoạt động đều phải tiến hành trong buồng giam chật hẹp.

## Cơ cấu tổ chức
Đứng đầu nhà tù là một giám thị, giúp việc cho giám thị là các phó giám thị. Quản giáo (trước đây thường gọi là cai tù) là người trực tiếp quản lý, giáo dục phạm nhân. Nhân viên bảo vệ, lính gác phụ trách việc đảm bảo an ninh cho nhà tù. Ngoài ra còn có các nhân viên kỹ thuật, y tế, hậu cần... đảm bảo nhà tù vận hành tốt.

## Nhiệm vụ nhà tù
Ở một số quốc gia nhà tù đơn thuần chỉ được dùng làm nơi giam giữ, quản lý, cách ly tù nhân khỏi đời sống xã hội. Ở một số quốc gia khác nhà tù còn có nhiệm vụ giáo dục, cải tạo tù nhân, giúp họ xóa đi những cái xấu, trở thành những công dân có ích cho xã hội. Ở Việt Nam, Trại giam còn là một "trường dạy nghề" giúp cho những công dân tương lai nhận thức được giá trị của sức lao động.

## Cơ quan quản lý
Không có một hình mẫu quản lý nhà tù chung cho tất cả các nước trên thế giới, nhưng nhìn chung cơ quan chủ quản của nhà tù có thể chia làm 2 nhóm chính
- Nhà tù do Bộ phụ trách cơ quan công an, cảnh sát quản lý. Hình thức này có một số nước như: Việt Nam, Nhật Bản, Trung Quốc...
- Nhà tù do Bộ Tư pháp quản lý. Gồm một số nước như: Hoa Kỳ, Anh...

## Nhà tù của các nước trên thế giới

### Úc

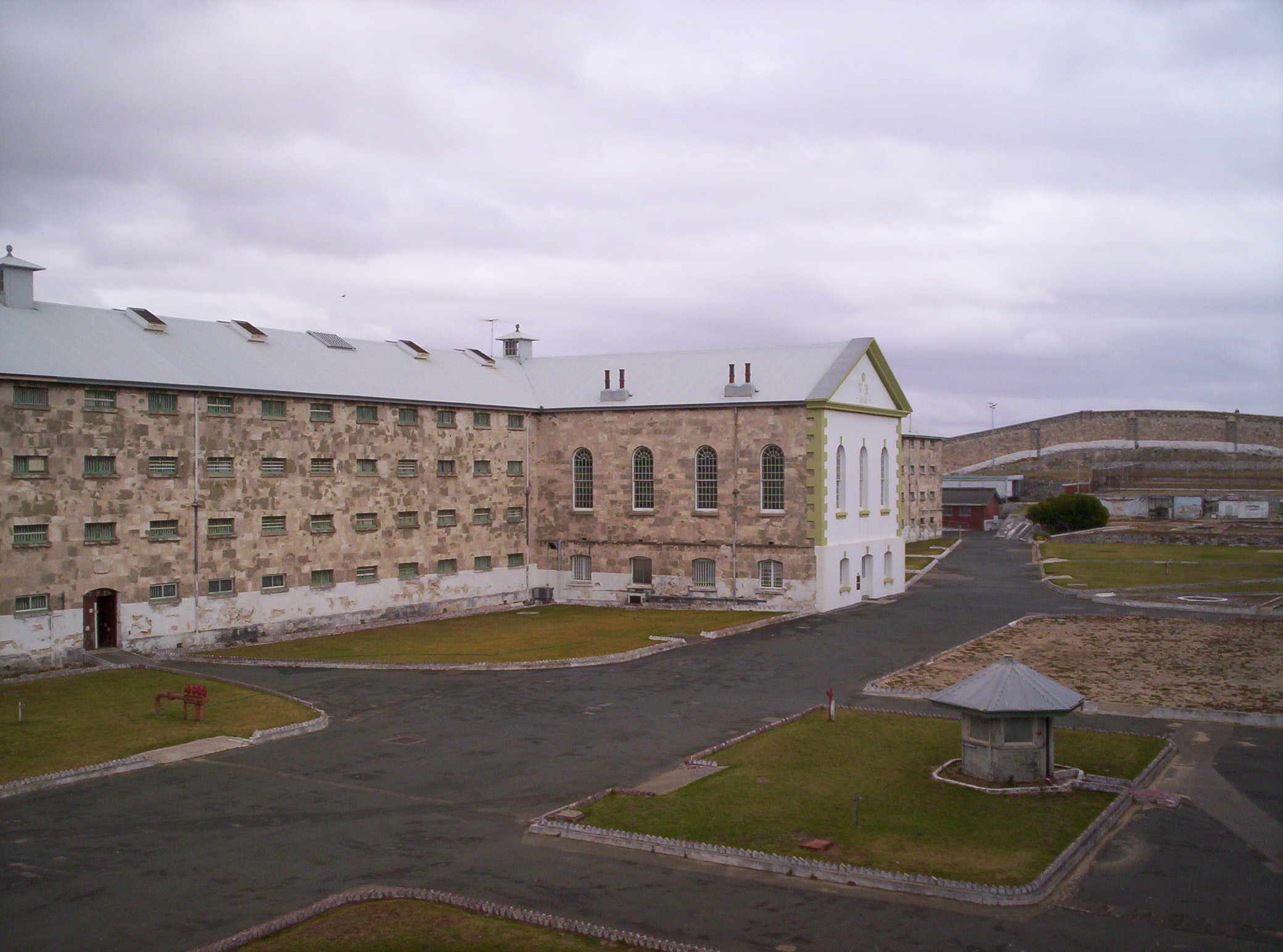
Khối buồng giam chính của nhà tù Fremantle, Tây Úc

Đa số các nhà tù ở nước này được xây dựng từ những năm đầu thế kỷ 19 bởi chính các phạm nhân. Sau đó khá lâu, đến thập niên 1990, chính phủ nước này mới lại cho xây dựng những nhà tù hiện đại hơn.

### Hoa Kỳ
Xem Nhà tù Hoa Kỳ

### Danh sách các nhà tù trong lịch sử
- Nhà tù Alcatraz, San Francisco (không còn sử dụng)
- Andersonville National Historic Site, Andersonville, Georgia (không còn)
- Angola prison, gần New Orleans, Louisiana (trước 1901)
- Attica Correctional Facility, Attica, New York
- Nhà tù Auburn, Auburn, New York từ 1816
- Nhà tù Bastille, Paris, Pháp (không còn)
- Château d'If, Marseille (không còn)
- Devil's Island, Guyane (không còn)
- Eastern State Penitentiary, Philadelphia, Pennsylvania (không còn)
- Nhà tù Fleet, London (không còn)
- Nhà tù Fremantle, Fremantle, Western Australia
- Hỏa Lò, Hà Nội (nay là di tích)
- Nhà tù Joliet, Joliet, Illinois (không còn)
- Kingston Penitentiary, Kingston, Ontario Canada
- Leavenworth, Kansas, website nhà tù liên bang và nhà tù quân đội, the United States Disciplinary Barracks.
- Nhà tù Lubyanka, Moskva Nga
- Nhà tù Prison, Belfast, Bắc Ireland
- Nhà tù Newgate, London
- Rikers Island, Thành phố New York (từ 1884)
- Robben Island, Cộng hòa Nam Phi (không còn)
- Sing Sing Correctional Facility, Ossining, New York, (từ 1828)
- Nhà tù Spandau, Tây Berlin
- Nhà tù Tháp Luân Đôn, London
- Bridewell Palace, London

### Việt Nam
Tại Việt Nam hệ thống nhà tù, theo tên gọi chính thức là trại giam, thuộc sự quản lý của Cục Cảnh sát Quản lý trại giam, cơ sở giáo dục và trường giáo dưỡng, Bộ Công an.

## Thống kê số lượng tù nhân
Năm 2006 theo các nguồn tin công khai có khoảng 9 triệu người bị giam giữ trong các nhà tù trên toàn thế giới. Tuy vậy, trên thực tế con số này cao hơn nhiều. Độ chính xác của con số được công khai không cao do còn nhiều nhà tù bí mật, nhà tù của các chế độ độc tài được giữ kín.
Hiện tại Hoa Kỳ đang là nước có số lượng tù nhân nhiều nhất trên thế giới, với hơn 2 triệu tù nhân tại thời điểm cuối năm 2002, trong khi đó cả Nga và Trung Quốc (nước có số dân gấp 4 lần Hoa Kỳ) mỗi nước chỉ có khoảng 1 triệu tù nhân.
Tuy vậy xét về tỷ lệ phần trăm của số tù nhân trên dân số thì Rwanda là nước dẫn đầu, vào năm 2002 với hơn 100.000 tù nhân, trong khi dân số có khoảng 8.000.000 người, tức là cứ 100.000 người dân thì có 1.250 người ở trong tù.
Hoa Kỳ đứng thứ hai với tỷ lệ 486 tù nhân trên 100.000 dân (theo số liệu của Bộ Tư pháp, là nước có tỷ lệ tù nhân cao nhất trong số các quốc gia phát triển), tiếp theo là New Zealand với 169. Vào năm 2003, Anh có khoảng 73.000 tù nhân và con số tương tự với các nước Pháp, Đức.
| Mỹ  | Nga | Anh | Canada | Đức | Italia | Pháp | Việt Nam | Thụy Điển | Đan Mạch | Iceland |
| --- | --- | --- | ------ | --- | ------ | ---- | -------- | --------- | -------- | ------- |
| 725 | 713 | 124 | 102    | 98  | 92     | 80   | 75       | 64        | 61       | 29      |

## Những nhà tù nổi tiếng

### Trên thế giới
- Nhà tù Guantanamo- nhà tù của Mỹ trên phần đất bị chiếm đóng của Cuba, là nơi giam giữ các tù nhân tình nghi là khủng bố
- Nhà tù Abu Ghraib- nhà tù của Iraq do Mỹ quản lý sau cuộc chiến Vùng Vịnh lần thứ 2, là nơi đã xảy ra bê bối hành hạ và làm nhục tù nhân của lính Mỹ.

### Việt Nam

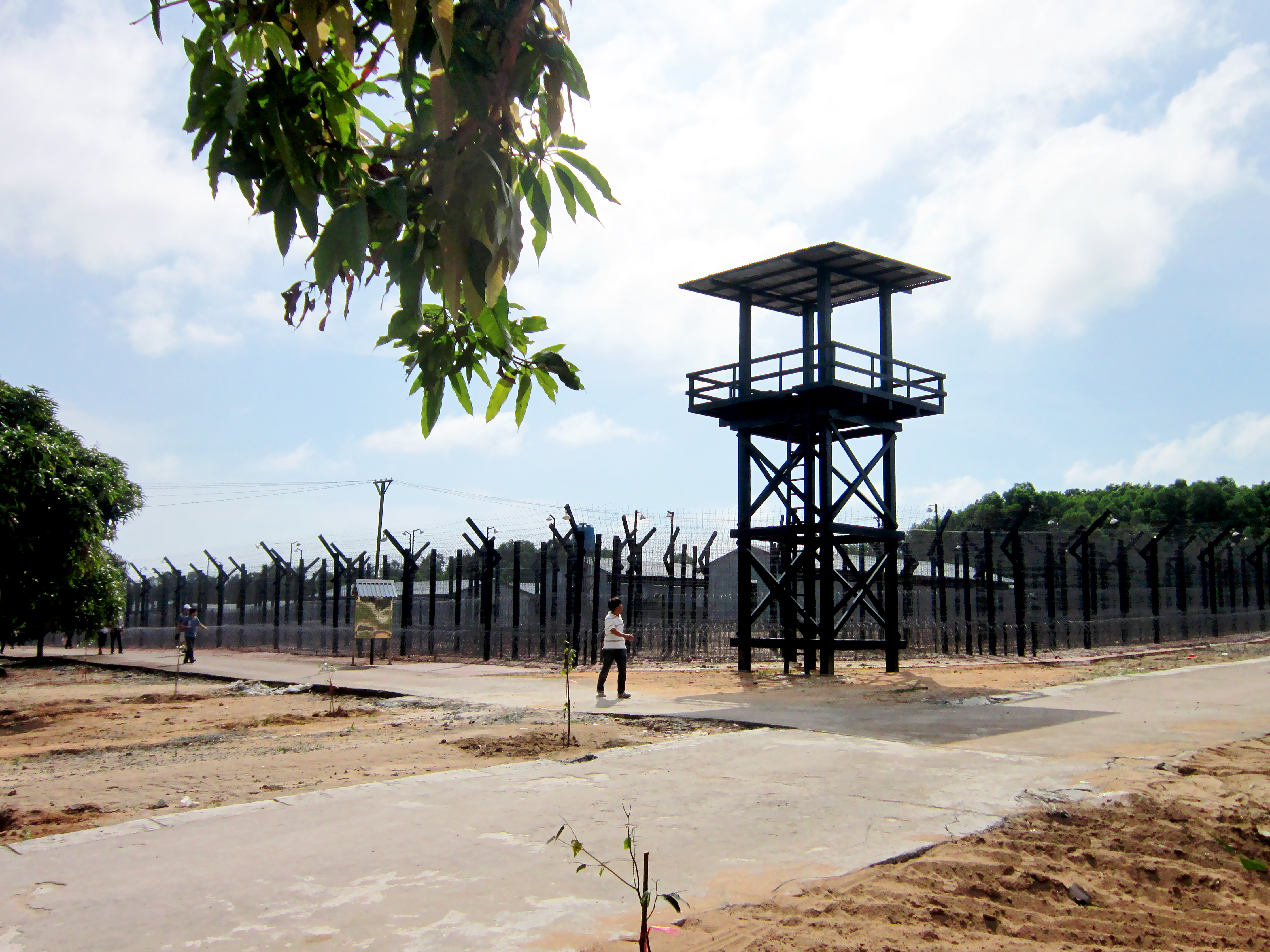
Nơi giam tù binh cộng sản ở Phú Quốc (phục dựng để kỷ niệm)

Một số nhà tù từ thời thuộc Pháp và Mỹ để lại, nay phần lớn là di tích lịch sử như:
- Nhà tù Côn Đảo
- Nhà tù Hỏa Lò
- Nhà tù Phú Quốc
- Nhà tù Sơn La
- Nhà tù Lao Bảo
- Nhà đày Buôn Ma Thuột
- Khám Lớn Cần Thơ

Ngoài những nhà tù trên, do các chế độ trước để lại nay chỉ còn ý nghĩa là di tích, thì hiện tại nhà nước Cộng hòa XHCN Việt Nam đang duy trì một hệ thống trại giam.